# Отсиго (округ, Мичиган)
Отси́го (англ. Otsego County) — округ в штате Мичиган, США. Официально образован в 1875 году. По состоянию на 2010 год, численность населения составляла 24 164 человека.

## География
По данным Бюро переписи США, общая площадь округа равняется 1 362,341 км², из которых 1 331,261 км² суша и 28,490 км² или 2,100 % это водоёмы.

## Население
По данным переписи населения 2000 года в округе проживает 23 301 жителей в составе 8 995 домашних хозяйств и 6 539 семей. Плотность населения составляет 17,00 человек на км². На территории округа насчитывается 13 375 жилых строений, при плотности застройки около 10,00-ти строений на км². Расовый состав населения: белые — 97,51 %, афроамериканцы — 0,18 %, коренные американцы (индейцы) — 0,62 %, азиаты — 0,34 %, гавайцы — 0,04 %, представители других рас — 0,15 %, представители двух или более рас — 1,16 %. Испаноязычные составляли 0,75 % населения независимо от расы.
В составе 34,10 % из общего числа домашних хозяйств проживают дети в возрасте до 18 лет, 60,40 % домашних хозяйств представляют собой супружеские пары проживающие вместе, 8,30 % домашних хозяйств представляют собой одиноких женщин без супруга, 27,30 % домашних хозяйств не имеют отношения к семьям, 22,50 % домашних хозяйств состоят из одного человека, 9,10 % домашних хозяйств состоят из престарелых (65 лет и старше), проживающих в одиночестве. Средний размер домашнего хозяйства составляет 2,56 человека, и средний размер семьи 3,00 человека.
Возрастной состав округа: 26,80 % моложе 18 лет, 7,00 % от 18 до 24, 28,50 % от 25 до 44, 24,00 % от 45 до 64 и 24,00 % от 65 и старше. Средний возраст жителя округа 38 лет. На каждые 100 женщин приходится 98,60 мужчин. На каждые 100 женщин старше 18 лет приходится 96,70 мужчин.
Средний доход на домохозяйство в округе составлял 40 876 USD, на семью — 46 628 USD. Среднестатистический заработок мужчины был 34 413 USD против 21 204 USD для женщины. Доход на душу населения составлял 19 810 USD. Около 5,30 % семей и 6,80 % общего населения находились ниже черты бедности, в том числе — 7,50 % молодежи (тех, кому ещё не исполнилось 18 лет) и 7,10 % тех, кому было уже больше 65 лет.